# Paratorchus retroflexus
Paratorchus retroflexus – gatunek chrząszczy z rodziny kusakowatych i podrodziny Osoriinae.
Gatunek ten opisany został w 1982 roku przez H. Pauline McColl jako Paratrochus retroflexus. W 1984 roku ta sama autorka zmieniła nazwę rodzaju na Paratorchus, w związku z wcześniejszym użyciem poprzedniej nazwy dla rodzaju mięczaków.
Chrząszcz o walcowatym ciele długości od 2,8 do 4,2 mm, barwy rudobrązowej lub żółtobrązowej z rudobrązowymi odnóżami i czułkami. Wierzch ciała ma delikatnie punktowany oraz pozornie rzadko owłosiony. Długość większości szczecinek jest mniejsza niż odległości między nimi. Podłużno-owalne oczy buduje pojedyncze, płaskie omatidium. Przedplecze ma od 0,48 do 0,58 mm długości i wyraźną, siateczkowatą mikrorzeźbę. Przednia ⅓ przedplecza jest węższa niż tylna. Pokrywy charakteryzują prawie proste kąty ramieniowe. Odwłok ma dziewiąty tergit niezbyt silnie wydłużony ku tyłowi w dwa bardzo krótkie, tępe wyrostki tylne. U samca ósmy sternit odwłoka ma płytkie, nagie wgłębienie środkowe. Narząd kopulacyjny samca ma krótki, smukły wyrostek boczny oraz szeroką, silnie pośrodku wygiętą część rurkowatą. Samicę cechuje owalna spermateka o wymiarach 0,175 × 0,075 mm i z przewodem skręconym spiralnie na całej długości.
Owad endemiczny dla Nowej Zelandii, znany z zachodniej i północno-zachodniej części Wyspy Południowej. Spotykany jest w ściółce, na wysokości od 180 do 1525 m n.p.m.